# Marion County (Arkansas)
Marion County is een county in de Amerikaanse staat Arkansas.
De county heeft een landoppervlakte van 1.548 km² en telt 16.140 inwoners (volkstelling 2000). De hoofdplaats is Yellville.